# FMA IA 63 Pampa
FMA IA 63 Pampa je argentinski napredni dvosjedni trener koji može obavljati i lake jurišne zadatke. Proizvodi je Fabrica Militar de Aviones uz pomoć njemačkog Dorniera.

## Dizajn i razvoj
Dizajn novog zrakoplova počinje 1979. te je konačni izgled izabran 1980. uz razvojnu pomoć Njemačkog Dorniera. Po karakteristikama i vanjskom izgledu, vidi se utjecaj Dorniera no unatoč tomu Pampa se uvelike razlikuje od Alpha Jeta. Ima samo jedan motor, manja je i nema strijelasta krila. Prva tri letna prototipa su izrađena u ožujku 1981. a prvi let se zbio 6. listopada 1984.
Može ponijeti 1160 kg različitog tereta ispod pet spojnih točaka.

Poboljšana inačica Pampa 2000 je na početku 90-ih razvijena kako bi sudjelovala kao kadidat u Američkom natječaju za novog vojnog trenera. Zbog toga su dva nova zrakoplova i drugi izvorni prototip unaprijeđeni na Pampa 2000 standard, no drugi prototip se srušio u Engleskoj 31. kolovoza 1992. te je FMA ispao iz utrke. Kasnije je bilo i pokušaja razvoja inačice za nosače zrakoplova za Argentinsku mornaricu no i taj projekt je propao.
 Kasnije je Lockheed Martin razvio novu inačicu Pampe koja ima napadačke mogućnosti no istovrmeno može služiti i kao zrakoplova za obuku oznake AT-63. Pokreće je Honeywell TFE 731-2C-2N turbofan motor a ima ugrađenu najmoderniju elektroniku koja je povezana pomoću MILSTD-1553B sustava. Zbog smanjenog finanicranja Argentisnke vlade, prvi prototip AT-63 je dovršen u kasnoj 2004.
Argenstinsko zrakoplovstvo planira unaprijediti postojećih 12 IA-63 zrakoplova na AT-63 standard te kupiti šest novih zrakoplova. Navodno će se šest zrakoplova proizvesti i za nepoznatog kupca, a i Argentiska mornarica se zainteresirala za osam zrakoplova.

## Tehničke karakteristike (IA 63)
Izvori podataka: Janes 1988.–89.,  Taylor 1988.
Osnovne karakteristike
- posada: 2
- dužina: 10,93 m
- raspon krila: 9,68 m
- površina krila: 15,63 m2
- visina: 4,29 m
- aeroprofil: Dornier DoA-7

Letne karakteristike
- najveća brzina: 819 km/h
- ekonomska brzina: 747 km/h
- dolet: 1.500 km
- brzina penjanja: 30,2 m/s
- najveća visina leta: 12.900 m
- motor: 1× Garrett TFE731-2-2N